# 天主教博龙岸教区
天主教博龙岸教区 （拉丁語：Dioecesis Boronganensis）是菲律賓一個羅馬天主教教區，屬天主教帕洛总教区。轄區包括東薩馬省。
2006年有教友414,000人、30個堂區、57名司鐸。現任主教為克利斯本‧瓦爾奎。主教座堂為聖母聖誕座堂。
1960年10月12日升為教區。